# Ministerie van Koloniën (Nederland)

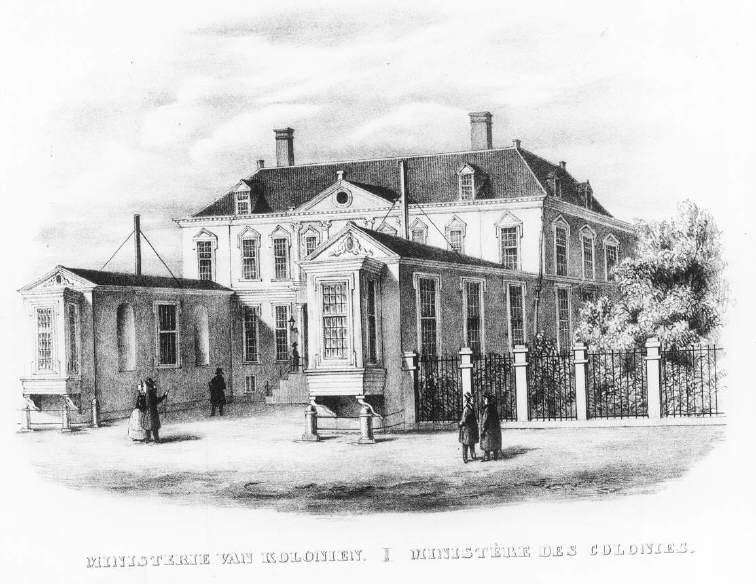
Het Ministerie van Koloniën in 1844

Het ministerie van Koloniën was een Nederlands ministerie dat alle zaken met betrekking tot de Nederlandse koloniën regelde.

## Geschiedenis
Na ontbinding van de West-Indische Compagnie werd er een Raad der Amerikaansche Coloniën en Bezittingen opgericht, die in 1806 onder koning Lodewijk Napoleon Bonaparte weer werd opgeheven. In de plaats hiervan werd op 29 juli 1806 het Ministerie van Koophandel en Koloniën opgericht, met aan het hoofd Paulus van der Heim. Dit ministerie werd op 8 juli 1808 omgevormd tot het Ministerie van Marine en Koloniën, wederom onder Van der Heim.
Tijdens de inlijving van Nederland bij het Eerste Franse Keizerrijk op 13 juli 1810 bestond het ministerie verder als afzonderlijke afdeling (Division Hollandaise) onder het Franse Ministère de la Marine et des Colonies in Parijs.
Nadat in 1813 de Fransen waren verslagen, werd er op 6 april 1814 een Departement voor de Zaken van Koophandel en Koloniën opgericht, met aan het hoofd Godert van der Capellen, als "Secretaris van Staat". Hij werd op 29 juli 1814 opgevolgd door Joan Cornelis van der Hoop. Vervolgens werd op 16 september 1815 de titel van "Secretaris van Staat" vervangen door die van "Directeur-Generaal", Johannes Goldberg was de eerste die deze titel droeg. Tot 1842 was Koloniën, met uitzondering van de periode tussen 1 januari 1834 en 9 augustus 1840 doorlopend met andere departementen verenigd: achtereenvolgens als Koophandel en Koloniën (6 april 1814 - 18 maart 1818), Onderwijs, Nationale nijverheid en Koloniën (19 maart 1818 - 29 maart 1824), Nationale nijverheid en Koloniën (30 maart 1824 - 4 april 1825), Marine en Koloniën (5 april 1825 - 31 december 1829), Waterstaat, Nationale nijverheid en Koloniën (1 januari 1830 - 30 september 1831), Nationale nijverheid en Koloniën (1 oktober 1831 - 31 december 1834), Koloniën (zelfstandig ministerie, 1 januari 1834 - 9 augustus 1840), Marine en Koloniën (10 augustus 1840 - 31 december 1841). Na 1 januari 1842 werd Koloniën een zelfstandig ministerie. 

### Ministerie van Overzeese Gebiedsdelen
Op 23 februari 1945 werd de naam gewijzigd in Ministerie van Overzeese Gebiedsdelen. In 1951 werd de naam gewijzigd in Ministerie voor Uniezaken en Overzeese Rijksdelen, gevolgd door Ministerie van Overzeese Rijksdelen in 1953. in 1957 werd de naam opnieuw gewijzigd, nu in Ministerie van Zaken Overzee.

### Van ministerie naar kabinet
Door de dekolonisatie hield het ministerie in 1959 op te bestaan als zelfstandig departement. Het werd een afzonderlijk "kabinet" (afdeling), eerst onder de vicepremier (1959-1971), later als Kabinet voor Surinaamse en Nederlands-Antilliaanse Zaken (1971-1975), Kabinet voor Nederlands-Antilliaanse Zaken (1975 - 1985, Suriname verdween na zijn onafhankelijkheid in 1975) en Kabinet voor Nederlands-Antilliaanse en Arubaanse Zaken (1985-1998, Aruba verkreeg per 1 januari 1986 de status aparte) onder diverse ministers die het beleidsterrein naast hun "hoofdministerie" erbij kregen.
In 1998 werd dit kabinet opgenomen in het ministerie van Binnenlandse Zaken en Koninkrijksrelaties, tot dan het ministerie van Binnenlandse Zaken geheten.
|                                 |                                 |                                 |                                 |                                 |                                 |                                   |                                   |                                         |                                         |                                         |                                         | Ministerie van Koophandel en Koloniën 1806–08 Ministerie van Marine en Koloniën 1808–14 |                                         |                                 |                                 | | | | | | |                                                                                   |                                                                                   |  |  |  |  |  |  |  |  |  |  |  |  |  |  |  |  |  |  |  |  |
|                                 |                                 |                                 |                                 |                                 |                                 |                                   |                                   |                                         |                                         |                                         |                                         |                                                                                         |                                         |                                 |                                 | | | | | | |                                                                                   |                                                                                   |  |  |  |  |  |  |  |  |  |  |  |  |  |  |  |  |  |  |  |  |
|                                 |                                 |                                 |                                 |                                 |                                 |                                   |                                   |                                         |                                         |                                         |                                         |                                                                                         |                                         |                                 |                                 | | | | | | |                                                                                   |                                                                                   |  |  |  |  |  |  |  |  |  |  |  |  |  |  |  |  |  |  |  |  |
| Departement van Oorlog 1813–43  | Departement van Oorlog 1813–43  | Departement van Oorlog 1813–43  | Departement van Oorlog 1813–43  | Departement van Oorlog 1813–43  | Departement van Oorlog 1813–43  |                                   |                                   | Departement van Marine 1813–25; 1829–43 | Departement van Marine 1813–25; 1829–43 | Departement van Marine 1813–25; 1829–43 | Departement van Marine 1813–25; 1829–43 | Departement van Marine 1813–25; 1829–43                                                 | Departement van Marine 1813–25; 1829–43 |                                 |                                 | Ministeries/Departementen van Koophandel / Nationale nijverheid / Onderwijs / Waterstaat en Koloniën 1814–25; 1829–40 | Ministeries/Departementen van Koophandel / Nationale nijverheid / Onderwijs / Waterstaat en Koloniën 1814–25; 1829–40 | Ministeries/Departementen van Koophandel / Nationale nijverheid / Onderwijs / Waterstaat en Koloniën 1814–25; 1829–40 | Ministeries/Departementen van Koophandel / Nationale nijverheid / Onderwijs / Waterstaat en Koloniën 1814–25; 1829–40 | Ministeries/Departementen van Koophandel / Nationale nijverheid / Onderwijs / Waterstaat en Koloniën 1814–25; 1829–40 | Ministeries/Departementen van Koophandel / Nationale nijverheid / Onderwijs / Waterstaat en Koloniën 1814–25; 1829–40 |                                                                                   |                                                                                   |  |  |  |  |  |  |  |  |  |  |  |  |  |  |  |  |  |  |  |  |
| Departement van Oorlog 1813–43  | Departement van Oorlog 1813–43  | Departement van Oorlog 1813–43  | Departement van Oorlog 1813–43  | Departement van Oorlog 1813–43  | Departement van Oorlog 1813–43  |                                   |                                   | Departement van Marine 1813–25; 1829–43 | Departement van Marine 1813–25; 1829–43 | Departement van Marine 1813–25; 1829–43 | Departement van Marine 1813–25; 1829–43 | Departement van Marine 1813–25; 1829–43                                                 | Departement van Marine 1813–25; 1829–43 |                                 |                                 | Ministeries/Departementen van Koophandel / Nationale nijverheid / Onderwijs / Waterstaat en Koloniën 1814–25; 1829–40 | Ministeries/Departementen van Koophandel / Nationale nijverheid / Onderwijs / Waterstaat en Koloniën 1814–25; 1829–40 | Ministeries/Departementen van Koophandel / Nationale nijverheid / Onderwijs / Waterstaat en Koloniën 1814–25; 1829–40 | Ministeries/Departementen van Koophandel / Nationale nijverheid / Onderwijs / Waterstaat en Koloniën 1814–25; 1829–40 | Ministeries/Departementen van Koophandel / Nationale nijverheid / Onderwijs / Waterstaat en Koloniën 1814–25; 1829–40 | Ministeries/Departementen van Koophandel / Nationale nijverheid / Onderwijs / Waterstaat en Koloniën 1814–25; 1829–40 |                                                                                   |                                                                                   |  |  |  |  |  |  |  |  |  |  |  |  |  |  |  |  |  |  |  |  |
|                                 |                                 |                                 |                                 |                                 |                                 |                                   |                                   |                                         |                                         |                                         |                                         |                                                                                         |                                         |                                 |                                 | | | | | | |                                                                                   |                                                                                   |  |  |  |  |  |  |  |  |  |  |  |  |  |  |  |  |  |  |  |  |
|                                 |                                 |                                 |                                 |                                 |                                 |                                   |                                   |                                         |                                         |                                         |                                         | Departement van Marine en Koloniën 1825–29; 1840–43                                     |                                         |                                 |                                 | | | | | | |                                                                                   |                                                                                   |  |  |  |  |  |  |  |  |  |  |  |  |  |  |  |  |  |  |  |  |
|                                 |                                 |                                 |                                 |                                 |                                 |                                   |                                   |                                         |                                         |                                         |                                         |                                                                                         |                                         |                                 |                                 | | | | | | |                                                                                   |                                                                                   |  |  |  |  |  |  |  |  |  |  |  |  |  |  |  |  |  |  |  |  |
|                                 |                                 |                                 |                                 |                                 |                                 |                                   |                                   |                                         |                                         |                                         |                                         |                                                                                         |                                         |                                 |                                 | | | | | | |                                                                                   |                                                                                   |  |  |  |  |  |  |  |  |  |  |  |  |  |  |  |  |  |  |  |  |
| Ministerie van Oorlog 1843–1928 | Ministerie van Oorlog 1843–1928 | Ministerie van Oorlog 1843–1928 | Ministerie van Oorlog 1843–1928 | Ministerie van Oorlog 1843–1928 | Ministerie van Oorlog 1843–1928 |                                   |                                   |                                         |                                         | Ministerie van Marine 1843–1928         | Ministerie van Marine 1843–1928         | Ministerie van Marine 1843–1928                                                         | Ministerie van Marine 1843–1928         | Ministerie van Marine 1843–1928 | Ministerie van Marine 1843–1928 | | | Ministerie van Koloniën 1843–1945                                                                                     | Ministerie van Koloniën 1843–1945                                                                                     | Ministerie van Koloniën 1843–1945                                                                                     | Ministerie van Koloniën 1843–1945                                                                                     | Ministerie van Koloniën 1843–1945                                                 | Ministerie van Koloniën 1843–1945                                                 |  |  |  |  |  |  |  |  |  |  |  |  |  |  |  |  |  |  |  |  |
| Ministerie van Oorlog 1843–1928 | Ministerie van Oorlog 1843–1928 | Ministerie van Oorlog 1843–1928 | Ministerie van Oorlog 1843–1928 | Ministerie van Oorlog 1843–1928 | Ministerie van Oorlog 1843–1928 |                                   |                                   |                                         |                                         | Ministerie van Marine 1843–1928         | Ministerie van Marine 1843–1928         | Ministerie van Marine 1843–1928                                                         | Ministerie van Marine 1843–1928         | Ministerie van Marine 1843–1928 | Ministerie van Marine 1843–1928 | | | Ministerie van Koloniën 1843–1945                                                                                     | Ministerie van Koloniën 1843–1945                                                                                     | Ministerie van Koloniën 1843–1945                                                                                     | Ministerie van Koloniën 1843–1945                                                                                     | Ministerie van Koloniën 1843–1945                                                 | Ministerie van Koloniën 1843–1945                                                 |  |  |  |  |  |  |  |  |  |  |  |  |  |  |  |  |  |  |  |  |
|                                 |                                 |                                 |                                 |                                 |                                 |                                   |                                   |                                         |                                         |                                         |                                         |                                                                                         |                                         |                                 |                                 | | | | | | |                                                                                   |                                                                                   |  |  |  |  |  |  |  |  |  |  |  |  |  |  |  |  |  |  |  |  |
|                                 |                                 |                                 |                                 |                                 |                                 | Ministerie van Defensie 1928–1941 | Ministerie van Defensie 1928–1941 | Ministerie van Defensie 1928–1941       | Ministerie van Defensie 1928–1941       | Ministerie van Defensie 1928–1941       | Ministerie van Defensie 1928–1941       |                                                                                         |                                         |                                 |                                 | | | Ministerie van Overzeese Gebiedsdelen/Rijksdelen 1945–59                                                              | Ministerie van Overzeese Gebiedsdelen/Rijksdelen 1945–59                                                              | Ministerie van Overzeese Gebiedsdelen/Rijksdelen 1945–59                                                              | Ministerie van Overzeese Gebiedsdelen/Rijksdelen 1945–59                                                              | Ministerie van Overzeese Gebiedsdelen/Rijksdelen 1945–59                          | Ministerie van Overzeese Gebiedsdelen/Rijksdelen 1945–59                          |  |  |  |  |  |  |  |  |  |  |  |  |  |  |  |  |  |  |  |  |
|                                 |                                 |                                 |                                 |                                 |                                 | Ministerie van Defensie 1928–1941 | Ministerie van Defensie 1928–1941 | Ministerie van Defensie 1928–1941       | Ministerie van Defensie 1928–1941       | Ministerie van Defensie 1928–1941       | Ministerie van Defensie 1928–1941       |                                                                                         |                                         |                                 |                                 | | | Ministerie van Overzeese Gebiedsdelen/Rijksdelen 1945–59                                                              | Ministerie van Overzeese Gebiedsdelen/Rijksdelen 1945–59                                                              | Ministerie van Overzeese Gebiedsdelen/Rijksdelen 1945–59                                                              | Ministerie van Overzeese Gebiedsdelen/Rijksdelen 1945–59                                                              | Ministerie van Overzeese Gebiedsdelen/Rijksdelen 1945–59                          | Ministerie van Overzeese Gebiedsdelen/Rijksdelen 1945–59                          |  |  |  |  |  |  |  |  |  |  |  |  |  |  |  |  |  |  |  |  |
|                                 |                                 |                                 |                                 |                                 |                                 |                                   |                                   |                                         |                                         |                                         |                                         |                                                                                         |                                         |                                 |                                 | | | | | | |                                                                                   |                                                                                   |  |  |  |  |  |  |  |  |  |  |  |  |  |  |  |  |  |  |  |  |
| Ministerie van Oorlog 1941–59   | Ministerie van Oorlog 1941–59   | Ministerie van Oorlog 1941–59   | Ministerie van Oorlog 1941–59   | Ministerie van Oorlog 1941–59   | Ministerie van Oorlog 1941–59   |                                   |                                   |                                         |                                         | Ministerie van Marine 1941–59           | Ministerie van Marine 1941–59           | Ministerie van Marine 1941–59                                                           | Ministerie van Marine 1941–59           | Ministerie van Marine 1941–59   | Ministerie van Marine 1941–59   | | | Kabinet voor (Surinaamse en) Nederlands-Antilliaanse (en Arubaanse) Zaken 1959–98                                     | Kabinet voor (Surinaamse en) Nederlands-Antilliaanse (en Arubaanse) Zaken 1959–98                                     | Kabinet voor (Surinaamse en) Nederlands-Antilliaanse (en Arubaanse) Zaken 1959–98                                     | Kabinet voor (Surinaamse en) Nederlands-Antilliaanse (en Arubaanse) Zaken 1959–98                                     | Kabinet voor (Surinaamse en) Nederlands-Antilliaanse (en Arubaanse) Zaken 1959–98 | Kabinet voor (Surinaamse en) Nederlands-Antilliaanse (en Arubaanse) Zaken 1959–98 |  |  |  |  |  |  |  |  |  |  |  |  |  |  |  |  |  |  |  |  |
| Ministerie van Oorlog 1941–59   | Ministerie van Oorlog 1941–59   | Ministerie van Oorlog 1941–59   | Ministerie van Oorlog 1941–59   | Ministerie van Oorlog 1941–59   | Ministerie van Oorlog 1941–59   |                                   |                                   |                                         |                                         | Ministerie van Marine 1941–59           | Ministerie van Marine 1941–59           | Ministerie van Marine 1941–59                                                           | Ministerie van Marine 1941–59           | Ministerie van Marine 1941–59   | Ministerie van Marine 1941–59   | | | Kabinet voor (Surinaamse en) Nederlands-Antilliaanse (en Arubaanse) Zaken 1959–98                                     | Kabinet voor (Surinaamse en) Nederlands-Antilliaanse (en Arubaanse) Zaken 1959–98                                     | Kabinet voor (Surinaamse en) Nederlands-Antilliaanse (en Arubaanse) Zaken 1959–98                                     | Kabinet voor (Surinaamse en) Nederlands-Antilliaanse (en Arubaanse) Zaken 1959–98                                     | Kabinet voor (Surinaamse en) Nederlands-Antilliaanse (en Arubaanse) Zaken 1959–98 | Kabinet voor (Surinaamse en) Nederlands-Antilliaanse (en Arubaanse) Zaken 1959–98 |  |  |  |  |  |  |  |  |  |  |  |  |  |  |  |  |  |  |  |  |
|                                 |                                 |                                 |                                 |                                 |                                 |                                   |                                   |                                         |                                         |                                         |                                         |                                                                                         |                                         |                                 |                                 | | | | | | |                                                                                   |                                                                                   |  |  |  |  |  |  |  |  |  |  |  |  |  |  |  |  |  |  |  |  |
|                                 |                                 |                                 |                                 |                                 |                                 | Ministerie van Defensie 1959–     | Ministerie van Defensie 1959–     | Ministerie van Defensie 1959–           | Ministerie van Defensie 1959–           | Ministerie van Defensie 1959–           | Ministerie van Defensie 1959–           |                                                                                         |                                         |                                 |                                 | | | Ministerie van Binnenlandse Zaken en Koninkrijksrelaties 1998–                                                        | Ministerie van Binnenlandse Zaken en Koninkrijksrelaties 1998–                                                        | Ministerie van Binnenlandse Zaken en Koninkrijksrelaties 1998–                                                        | Ministerie van Binnenlandse Zaken en Koninkrijksrelaties 1998–                                                        | Ministerie van Binnenlandse Zaken en Koninkrijksrelaties 1998–                    | Ministerie van Binnenlandse Zaken en Koninkrijksrelaties 1998–                    |  |  |  |  |  |  |  |  |  |  |  |  |  |  |  |  |  |  |  |  |

## Koloniaal leger
Het ministerie beschikte over eigen strijdkrachten. Vanaf 1832 viel het Nederlands-Indisch Leger (vanaf 1836 Koninklijk Nederlandsch-Indisch Leger, KNIL) onder het Ministerie van Koloniën. Ook de Troepenmacht in Suriname (TRIS) en haar voorgangers vielen van 1868 tot 1957 onder het ministerie of diens opvolgers. Het KNIL werd bij de soevereiniteitsoverdracht aan Indonesië in juli 1950 opgeheven. De TRIS, die vanaf 1957 deel uitmaakte van de Koninklijke Landmacht werd na de soevereiniteitsoverdracht aan Suriname in 1975 opgeheven.

## Huisvesting
Vanaf 1829 was het ministerie gevestigd in het Huygenshuis. In 1860 werd een eigen ministeriegebouw in Den Haag gebouwd, het eerste ministeriegebouw dat als zodanig werd ontworpen. Tijdens de Tweede Wereldoorlog was het ministerie van 1940 tot 1945 in Londen gevestigd. Het kabinet was vanaf 1959 gevestigd op Plein 1813.